# Штокхофф, Артур
Артур Мартин Штокхофф (англ. Arthur Martin Stockhoff; 19 ноября 1879, Сент-Луис, Миссури — 20 октября 1934, Сент-Луис, Миссури) — американский гребец, чемпион летних Олимпийских игр 1904.
На Играх 1904 в Сент-Луисе Штокхофф участвовал только в соревнованиях четвёрок без рулевого. Его команда заняла первое место с результатом 9:05,8 и выиграла золотые медали.